# Homo erectus
Homo erectus oziroma pokončni človek se je razvil iz Homo habilisa. Trenutno najstarejše najdene fosilne najdbe Homo erectusa so stare okoli 1,6 milijona let in izvirajo iz Afrike. Od tam se je razširil še v Evropo in Azijo (saj so evropske in azijske najdbe mlajše). Okoli leta 400.000 pr. n. št., se je homo erectus razvil naprej v arhaičnega Homo sapiensa, ki se je iz Afrike prav tako razširil tudi v Evropo ter Azijo.
Homo erectusovi možgani so se povečali iz prostornine 800 na 1200 ml. To je omogočilo večanje razuma, ki se kaže v obliki orodja - pestnjak. Homo erectus je prav tako odkril ogenj, ki mu je omogočil peko mesa ter vir svetlobe in toplote. Verjetno se je oblačil v živalske kože. 
Homo erectus se je združeval v ohlapne družbene skupine imenovane horda. Ena horda je štela nekje od 10 do 30 članov.